# Град Лукавац
Град Лукавац је јединица локалне самоуправе Федерације БиХ. Припада Тузланском кантону. Сједиште је у Лукавцу.

## Географија
Просјечна надморска висина је 186 метара. На подручју ове општине је 1991. године живјело 57.070 становника. Град Лукавац заузима простор од 352,66 km². Интензиван развој Лукавца почиње након првих ратних година Другог свјетског рата. Након тога општина се убрзано развија што доводи и до развоја производње, трговине, спорта и културе, као и до организовања људи у разне организације.
Најважнији дио туристичке понуде Лукавца везан је за акумулационо језеро Модрац и туристичко-угоститељске капацитете на језеру. Језеро Модрац има површину од 17 km².

## Становништво
По посљедњем службеном попису становништва из 1991. године, општина Лукавац је имала 57.070 становника, распоређених у 44 насељена мјеста.
| Националност       | 1991.           | 1981.           | 1971.           |
| Муслимани          | 38.080 (66,72%) | 34.845 (63,74%) | 34.010 (65,68%) |
| Срби               | 12.169 (21,32%) | 12.089 (22,11%) | 13.526 (26,12%) |
| Хрвати             | 2.159 (3,78%)   | 2.592 (4,74%)   | 3.111 (6,00%)   |
| Југословени        | 3.424 (5,99%)   | 4.245 (7,76%)   | 613 (1,18%)     |
| остали и непознато | 1.238 (2,16%)   | 895 (1,63%)     | 521 (1,00%)     |
| Укупно             | 57.070          | 54.666          | 51.781          |

Град Лукавац, 1991. године:
| Националност       | 1991.         |
| Муслимани          | 7.596 (60,06) |
| Срби               | 2.219 (17,54) |
| Хрвати             | 493 (3,89)    |
| Југословени        | 1.940 (15,33) |
| остали и непознато | 399 (3,18)    |
| укупно             | 12.647        |

## Насељена мјеста
Бабице Горње, Бабице Доње, Берковица, Бикоџе, Бистарац Горњи, Бистарац Доњи, Бокавићи, Борице, Бријесница Горња, Бријесница Доња, Васиљевци, Вијенац, Деветак, Добошница, Гнојница, Хускићи, Јарушке Горње, Јарушке Доње, Калајево, Комари, Кртова, Крушевица, Лукавац, Лукавац Горњи, Милино Село, Мичијевићи, Модрац, Ораховица, Пољице, Прлине, Прокосовићи, Пурачић, Смолућа Горња, Смолућа Доња, Семићи, Сижје, Ступари, Табаци, Тумаре, Турија, Цапарде, Церик, Црвено Брдо и Шикуље.
Послије потписивања Дејтонског споразума, највећи дио општине Лукавац ушао је у састав Федерације БиХ. У састав Републике Српске ушли су дијелови насељених мјеста: Кртова, Ступари и Васиљевци.